# 徑山道欽
徑山道欽（714年—792年），唐代牛頭宗徑山派初祖，鶴林玄素禪師法嗣。吳郡崑山（今江蘇崑山市）人，俗姓朱。又作法欽，徑山欽,國一禪師；世人敬稱「功德山」。
道欽是唐代著名禪師，禪宗四祖旁出法嗣牛頭法融門下七世傳人。禪師初習儒家學說，二十八歲時參謁鶴林玄素禪師。後拜玄素禪師，剃度受戒出家為僧，並從玄素禪師受法。後住杭州徑山，參學者甚眾，門人弟子有鳥窠道林、崇惠、廣敷、裴度等人。蔚為徑山派。
唐代宗大曆三年（768）詔入京住章敬寺。賜號道欽禪師為國一禪師。
貞元六年，移住龍興寺淨土院。貞元八年十二月示疾，說法而逝。世壽七十有九，圓寂後，唐德宗賜諡號「大覺禪師」，世稱徑山道欽。

## 師承
- 鶴林玄素

## 外部連結
- 禪門驪珠集 87[]
- 唐代高僧道钦禅师
- 寒山寺杂志2013年第1期 径山道钦禅师禅法思想研究  （页面存档备份，存于）